# Хронологија геноцида над Србима у Другом свјетском рату
У току Другог свјетског рата убијено је од 900.000 до 1.200.000 Срба, по разним изворима. Непотпуна хронологија геноцида је овдје дата, а додатни детаљи о геноциду су дати у чланку Геноцид над Србима у Другом свјетском рату.

## 1941. година
6. април. Нацистичка Немачка, Фашистичка Италија, Хортијева Мађарска и Бугарска без објаве рата нападају Краљевину Југославију. У Београду је убијено 12.000 до 17.000 људи од ваздушних напада. Загреб није нападнут. Анте Павелић се јавља преко радија из Италије: „хрватски војници, употријебите своје оружје против српских војника и официра. Ми се већ боримо раме уз раме са нашим њемачким и италијанским савезницима.“

10. април. Нијемци окупирају Загреб, у ком Славко Кватерник проглашава Независну Државу Хрватску у име поглавника Анте Павелића.

11. април. Влатко Мачек, вођа ХСС (Хрватска сељачка странка) у Краљевини Југославији изјављује преко радија: „Позивам све чланове ХСС да признају промјену, да помогну новој Хрватској, а изнад свега да поштују њене законе."

14. април. Мађарски фашисти хапсе и убијају 500 Срба и Јевреја у Војводини са бајонетама.

16. април. Анте Павелић долази у Загреб и постаје вођа (поглавник) НДХ. Њега поздрављају високи службеници, бирократи и црквена лица, заједно са надбискупом Степинцем, вођом католичке цркве у Хрватској.

21/22. април. Покољ цивила у Панчеву. Због наводних немачких губитака код Старог гробља, стрељано је 18 и обешено још 18 људи.
26. април. У ноћи 26/27. у Грубишном Пољу је похапшено 504 Срба под оптужбом да припремају ђурђевдански устанак против НДХ. Током јула, њих 487 је побијено у комплексу логора Госпић—Јадовно—Паг.
27. април. Почињу масовни покољи у НДХ. Новоформиране усташе нападају село Гудовац код Бјеловара и убијају 196 Срба и Јевреја.
По другим подацима, убијено је 250 људи, 28. априла, из села Гудовац, Брезовац, Клокочевац и Болац. Они су морали да ископају своје властите гробове а затим су живи закопани у њима. Ово је шокирало чак и Нијемце до те мјере да су сами направили истрагу. Извјештај је познат под именом „Ustachenwerk bet Bjelovar“.

28. април. Надбискуп Степинац издаје писмо свештеницима католичке цркве, наређујући им да подрже нову усташку државу.

28. април. Усред ноћи неколико стотина усташа опкољује села Гудовац, Туке, Брезовац, Клокочевац и Болац у срезу Бјеловар. Ухапсили су 250 сељана, међу којима су били поп Божин и учитељ Стеван Иванковић.
28. април. Исте ноћи код Вуковара, на обали Дунава, друге усташе су заклале још 180 Срба и бациле њихове лешеве у реку.
30. април. Анте Павелић издаје расне законе који важе на територији „НДХ“. Он позива на „чишћење“ Хрватске од „страних елемената“. Јевреје и Роме треба побити без одуговлачења. Срби ће носити траке на руци са ознаком П (православац), а Јевреји траке са ознаком Ж (Жидов).

Крај Априла. Анте Павелић одлази у приватну посјету код папе Пија XII (Pius XII).

Почетак Маја. У близини Глине, Банија, око 600 Срба старости преко 15 година из Карловца, Сиска и Петриње је убијено са ножевима и маљевима. Идући дан убијено је још других Срба. Центар масакра је село Грабовац.

8. мај. Вођа „Усташке Одбране“ и Павелићев сарадник Вјекослав Лубурић води усташки напад на село Благај, поред Вељуна, Кордун. На превару је похватано и заклано око 500 Срба из Благаја, Вељуна, Полоја и околине.

11. мај - 12. мај. Вјекослав Лубурић предводи хапшење и убијање 260 Срба и Јевреја у селу Прекопа. По детаљнијим подацима, усташе су ноћу 11. на 12. маја 1941. похапсиле све мушкарце српске националности старије од 16 година из Глине. Људи су најприје затворени у зграду суда, а потом одведени у Прекопу и тамо заклани и бачени у јаму. Покољ је извршен у пољима код села Хађера, близу ушћа рјечице Маје у ријеку Глину. Убијено је око 300 особа.
19. мај. Доведени први затвореници у логор Стара Градишка, који ће постати велики подлогор логора Јасеновац.
До краја рата убијено је на најсвирепије начине 75.000-85.000 људи у логору Стара Градишка.
23. мај. Њемачке окупационе власти у Србији доносе расне законе против Јевреја и Рома.
27. мај. Усташки заповједник Западне Босне, Виктор Гутић хапси православног епископа бањалучког Платона. Његова брада је одсјечена ножем, његово тијело искасапљено, а затим запаљено. Укупно у рату је убијен 131 високи свештеник Српске православне цркве (СПЦ) од стране усташа, а још 60 у борбама.

Рани јун. Њемачки представник за регион, генерал Едмунд Глез фон Хорстенау, јавља у рапорту Берлину: „По поузданим изворима од безбројних њемачких војних и цивилних посматрача, током задњих седмица, по градовима и селима, усташе су потпуно полудјели“. Доктор Херман Нојбахер, њемачки представник за југоисточну Европу, пише о ужасавајућим злочинима према цивилној популацији у НДХ као о „хрватском крсташком рату уништења“.

4. јун. Њемачки посланик у Загребу и вође „НДХ“ разматрају Павелићев план да замијене дио српске популације у НДХ са Словенцима из Словеније, окупиране од Нијемаца.

6. јун. Павелић се састаје са Хитлером, који потврђује план пресељења Срба и Словенаца. Хитлер савјетује Павелића да спроводи „50-годишњи план нетолеранције, зато што превише попуштања у тим стварима само доноси штету.“

23. јун. Усташе убијају 164 Срба у мјесту Попово Поље. Убијени су тако што су бачени у дубоке јаме код Котежа.

24. јун. Усташки концентрациони логори Слана и Метајна на острву Пагу примили су своје прве заточенике.
25. јун. Усташе убијају 260 људи у општини Столац (Босна).

26. јун. Говор Павелићевог замјеника доглавника Миле Будака је штампан у „Хрватском Листу“, и по први пут јасно изражава усташки циљ: „треба убити трећину Срба, протјерати другу трећину, а остатак превратити у католичку вјеру“.

28. јун. Вјекослав „Макс“ Лубурић предводи убијање 260 Срба из села Прекопа. Скоро 4000 Срба је протјерано из општине Вировитица.

Степинац посјећује Павелића са другим бискупима. Обећава му потпуну сарадњу и моли се за Павелића. „Ми молимо бога на небесима да вас посвети, као вођу нашег народа.“

29. јун. Усташе заробљавају 94 Србина из села Присоје и бацају их у провалију на врху Грабовица.

30. јун. Усташе помогнуте са фратрима (монасима) Францисканског реда убијају око 90 Срба из Чапљине близу самостана (манастира) Хумац.

У току јуна. У околици Бихаћа убијено 2000 Срба.
1. јул. Село Суваја је спаљено од усташа. Око 300 људи је убијено.
5. јул. Основан Бањички логор, на Бањици, Београд. Кроз њега ће проћи 250.000 људи у току рата, а стријељано их је 30.000, углавном на масовном стратишту у Јајинцима.
13. јул. Почиње српски народни устанак у Црној Гори. Заједно наступају групе које ће се касније подијелити на четнике и партизане. То је први већи устанак у окупираној Европи.

22. јул - 25. јул. Покољ у Гаравицама код Бихаћа. Најмасовнија убијања су од 22 до 25. јула. У неколико мјесеци убијено је око 12.000 људи из града Бихаћа и шире околине.
24. јул - 25. јул. Под изговором освете за „побуњенички“ напад на жељезничку станицу, у 2 дана усташе убијају 1200 Срба из села Грабовац (Кордун) и околине. Убијени су поред жељезничке станице.
28. јул. У истовременим покољима на разним мјестима, усташе убијају 248 Срба близу Дувна (Босна), 80 људи у Примишљу и Слуњу (Кордун), и 180 људи у Ивановић Јарку (Кордун).

29. јул. Масакри на више мјеста. Покољ у цркви у мјесту Глина, Банија, гдје је убијено 1764 људи. У Глини су људи нагурани у православну цркву, избодени ножевима, а преживјели су потом спаљени заједно са црквом. На Кордун је стигао усташки заповједник Божидар Церовски из Загреба. Скупљено је 3000 Срба из мјеста Крњак, Крстиња, Широка Ријека, Слуњ и Раковица. Одведени су до сеоског млина у селу Павковићи и сви су масакрирани. У Ливну 160 Срба убијено, у Грачацу, Лика, 500 убијених.
29. јул - 30. јул. Кордун - Лика - Горски Котар. У координираним акцијама хапшења за котар Слуњ, похапшено је у општини Примишље 173, у општини Слуњ 38, у општини Раковица и Дрежник 27, у општини Цетинград 141, у општини Вељун 27 људи - укупно 601. Убијени су на стратиштима на локацијама Мехино стање, Оштарнски Станови, Близница, Лађевачки Јелик, Табориште, Клек код Огулина и другдје.
29. јул - 30. јул. Масакри у околини Ливна. Убијено и бачено у јаме преко 400 Срба.
31. јул. до 4. август. Масакри у близини Босанске Крупе. Око 1000 људи је убијено у 5 дана.

31. јул. Масакр Срба у Кључу. Усташе у масакрима на дане 31. јула, 31. августа, 1. септембра и 2. септембра укупно убијају 2000 Срба. Убијени су мушкарци, жене и дјеца.

31. јул. - 1. август. У граду Приједор, убијено је око 1400 Срба, мушкараца, жена и дјеце.
Јули и август. Око Бихаћа на разним локацијама убијено 12000 Срба.
Крајем јула - У петрињском срезу само у Банском Гарбовцу крајем јула 1941 убијено је око 2000 Срба из истог места и око 2000 из других крајева.
Љето 1941. У селима Башка, Перна, Подгомоље у округу Босанска Крупа, 540 жена и дјеце је живо запаљено у својим кућама. У читавом округу Крупа, 15000 је убијено у току љета. Село Цреваревац, 600 људи живо спаљено у својим кућама. У Бугојну масакрирано 500 људи. Славонска Пожега, 500 људи доведених из Босне је убијено.

1. август - 8. август. Покољ Срба у Смиљану, Смиљанском Пољу почео је 1. и трајао до 8. августа 1941. године. Убијено и поклано око 500 Срба.
2. август. Загребачка јединица усташа убија 800 српских цивила (талаца) у Санском Мосту (Масакр на Шушњару).

2. август У Дивоселу срез Госпић 2. августа 1941. године убијено је око 1.200 људи међу којима и жене и деца.
3. август. 3000 Срба је скупљено у Вргинмосту (Кордун), под изговором прекрштавања у католичку вјеру. Сви су убијени од усташа.
Око 700 Срба, мушкарци, жене и дјеца, су убијени у Приједору.
4. август. Усташе хапсе 102 Србина и бацају их у провалију на локацији Бивоље Брдо.
6. август. 347 Срба је одведено из села Косињ близу мјеста Перушић да се прекрсте у католичку вјеру. Умјесто тога су одведени до мјеста Коса и убијени.
10. август. Убијено је 5600 Срба у округу Ливно.
11. август. Покољ у селу Чаваш. Убијено 104 цивила српске националности од стране усташа.
17. август. Почиње „чишћење“ Мостара. Јевреји у граду су ухапшени, а Срби су протјерани у оближња села.

Рани септембар. Министар унутрашњих послова „НДХ“ Андрија Артуковић одобрава изградњу концентрационог логора Јасеновац по плановима Макса Лубурића. Међу чуварима и убицама ће бити 6 фратара (монаха) Францисканског реда, укључујући злочинце по имену Мирослав Филиповић-Мајсторовић (познат као „Фра Сотона“ због окрутности) и Звонко Брекало.

3. септембар. Усташка Црна Легија је формирана у Сарајеву. Ово је јединица за убијање и масакре цивила, и постаће позната по насиљу и злочинима.

5. септембар. Италијанска војска почиње поновну окупацију Херцеговине и јадранског приморја, делимично и да заустави покоље Срба и Јевреја. На острву Пагу откривају тијела 4500 убијених Срба и 2500 убијених Јевреја.

7. септембар. Италијански генерал Виторио Амбросио (Vittorio Ambrosio) даје своју часну ријеч да ће заштитити Јевреје у областима под његовом командом.

15. септембар. Логор Јасеновац. Убијено 600-700 људи који су неспособни за рад.

16. септембар. Адолф Хитлер издаје наређење да за сваког убијеног њемачког војника у Србији мора бити убијено 50-100 талаца. Њемачка команда у Србији то подиже на 100 за сваког убијеног, и 50 за сваког рањеног њемачког војника.
Октобар. Логор Јасеновац, подлогор Крапје. Убијено 4000 људи.

15—20. октобар. У Краљеву Нијемци убијају између 2.194 и 2.258 људи (види Краљевачки октобар).
19—21. октобар. У Крагујевцу и околини Нијемци убијају барем 2.796 људи под изговором одмазде за своје убијене војнике (10 мртвих и 26 рањених). Овај злочин је познат под именом Крагујевачки октобар.
28. октобар. Почиње са радом Логор Сајмиште у Земуну, на њемачком Semlin Judenlager.
У току рата до јула 1944. је убијено око 47 000 затвореника или послато на стријељање у Јајинце.
Већина жртава логора су били Срби, око 9000 Јевреји, и неутврђен број Роми. 
Укупно је око 200.000 људи прошло кроз логор.
Новембар. Логор Јасеновац, подлогор Брочице, убијено 8000 људи.

Вођа ХСС Влатко Мачек је пуштен из Јасеновца у кућни притвор до краја рата. Његови мемоари укључују и опис логора Јасеновац.

12. децембар. „НДХ“ објављује рат САД и Уједињеном Краљевству.

21. децембар. У селу Пркос на Кордуну усташе су побиле 1.446 српских цивила - жене, децу и старце из тог села и из Дугог Села Ласињског.
Децембар 1941. до фебруар 1942. Логор Јасеновац, Велика Кошутарица. У 3 мјесеца убијено је 40.000 Срба.

## 1942. година
15. јануар. Усташке јединице учествују у другој офанзиви против партизана у источној Босни.

21. јануар - 23. јануар. Новосадска рација. Масовна убиства Срба и Јевреја од мађарских фашиста у Новом Саду од 21. до 23. јануара. За три дана рације у водама Дунава је нестало преко 1300 Новосађана.
Само 23. јануара, убијено је 550 Јевреја и 292 Срба.
7. фебруар. Масакр у Дракулићу.
21. фебруар. Њемачки представник за „НДХ“, Генерал-пуковник Едмунд Глез фон Хорстенау пише да су усташе досад убили 300.000 Срба.
22. март. Покољ у Старом Броду и Милошевићима. Траје од марта до маја, 22. марта је убијено највише људи. Укупно убијено око 6000 цивила.
4. април. У Бијелом Потоку су тога дана, на Васкрс, усташе из Дебељака извршиле покољ српског становништва. Убијено је 54 Срба доби од једне до више од осамдесет година.
16. април. Анте Павелић издаје проглас наређујући политику „спаљене земље“ у дијеловима „НДХ“ са партизанском и четничком активношћу. Између осталог пише да било ко у тим зонама може бити легално убијен.
20. април. Свештеник католичке цркве Фрањо Рихар је ухапшен и послат у Јасеновац зато што је одбио да предводи велику мису на годишњицу формирања „НДХ“. Исто је одбио да предводи своје вјернике у пјевању Te Deum на Павелићев рођендан.

26. април. У православној цркви Свете Петке у Коларићу (Војнић), усташе убијају и пале 103 српска цивила, од којих четворо дјеце.
Мај. SS-Standartenfuhrer Емануел Шафер (Emanuel Schafer) шаље поруку у Берлин: „Serbien ist Judenfrei“ (Србија је чиста од Јевреја). Од 18000 Јевреја у Србији, убијено је 16500 до краја рата.
9. мај. Надбискуп Алојзије Степинац се враћа из 12-дневне посјете Ватикану. Амбасадор „НДХ“ у Ватикану пише у свом извјештају да је Степинац „У доброј форми и има борбено расположење према свим непријатељима државе! Поднио је светом оцу штампани репорт на 9 страница. Показао га је и мени и потврђујем да прати наше гледиште. У нападима на Србе, четнике и комунисте, пронашао је ствари да каже на које ја чак нисам ни помислио.“

Љето. Логор Јасеновац. Укупно 66.000 Срба, жена, дјеце, и мушкараца, је дотјерано у логор Јасеновац, углавном из сјеверне Босне. Сви су убијени. Др. Катичић, из Црвеног Крижа (Крста), протестује због масовних убистава дјеце. За казну је послат у логор Стара Градишка по Павелићевој наредби.
У Срему убијено 6.000 Срба у току љета.
Јул. Италијанске јединице се повлаче из Херцеговине. Усташе су ипак спријечене у великим покољима Срба због чињенице да су четничке и партизанске јединице ојачале.
8. јула. Усташе су Бранку Јунгићу на монструозан начин мученички, тестером за дрво, под једном јабуком бјелицом у Грбавцима одсекли главу.
18. јул - 31. јул. Кордун. У селима Машвине, Кордунски Љесковац, Раковица, Садиловац и других заклано или на друге начине убијено 532 дјеце испод 15 година, 309 жена и 252 мушкарца - укупно 1.066 људи из краја. Уз то је убијено 644 људи поријеклом из Босне који су ту били смјештени као избјеглице.
10. август. Усташе и Гестапо почињу са великим хапшењима преосталих Јевреја и других противника режима у Загребу, Осијеку и другдје. Око 1000 људи је убијено у идућа 3 дана.

14. август. 90 људи је стријељано у Руми од усташа.

18. август. Њемачки амбасадор у Италији Ото фон Бизмарк шаље захтјев Италијанима да подузму мјере које су испланирали Нијемци и Хрвати за трансфер Јевреја из Хрватске на исток. Мусолини нема примједби, али већина италијанских команданата игнорише ову наредбу.

19. август. 90 људи је стријељано у Сремској Митровици од усташа.
24. август. 140 људи је стријељано у Вуковару од усташа.

25. август. Усташе у Вуковару убијају 140 људи под сумњом да су против-усташки расположени.

29. август - 30. август, логор Јасеновац. Усташки кољачи се такмиче ко ће убити више логораша у једном дану. Усташа Петар Брзица убија 1360 људи за један дан са посебним ножем (види Србосјек). Изабран је за краља сјекача вратова и на поклон добија златни сат, сребрни прибор за јело, вино и печено прасе. Др. Никола Килолић, Хрват, је један од свједока овог злочина.
30. август. Око 200 људи је похапшено у Шиду и пребачено у Сремску Митровицу, гдје су погубљени.

Рани септембар. Црна Легија усташке армије је распуштена под њемачким и италијанским притиском.

27. септембар. Италијански генерал Марио Роата (Mario Roatta) посјећује главни логор за јеврејске избјеглице у мјесту Краљевица и потврђује свој став да ће заштитити Јевреје од усташа.

28. септембар. У Грубишном Пољу на локалитету „Киселов јарак“, усташе стрељале 32 Срба различитог пола и узраста. Истога дана у истом мјесту, на локалитету „Трандлерова дјетелина“, усташе стрељале 26 Срба различитог пола и узраста.
13. октобар. Усташе из Јасеновца нападају оближња села, убијајући око 600 људи.
1. новембар. Група лојалних усташких муслиманских вођа из Босне пише Хитлеру, одобравајући његову политику на Блиском истоку, али осуђују масакр Срба.
Средина новембра. Анте Павелић се среће са Хитлером на Источном фронту у Украјини. Добија обећање од Хитлера да ће му помоћи да уништи отпор устаника у Босни.

17. децембар. Два логораша Јевреја у Јасеновцу успијевају да убију чувара и побјегну у партизане. Први пут је штампано свједочење о ужасима Јасеновца у партизанским новинама.

## 1943. година
20. јануар. Њемачка операција Вајс. Нијемци, Италијани, усташе и домобрани почињу велику офанзиву да униште отпор у Босни.

Март. Током посјете Загребу, Хајнрих Химлер тврди да су неки Јевреји заштићени у Хрватској као почасни аријевци, и захтијева њихову испоруку Њемачкој. „НДХ“ плаћа Њемачкој 30 Рајхсмарака за сваког Јевреја депортованог у Аушвиц.
У логору Ђаково, логораши су намјерно заражени са тифусом, да се убрза њихово умирање. Умире 567 људи.
Рани мај. Надбискуп Степинац посјећује Ватикан. Нови усташки амбасадор у Ватикану тврди да „Степинац дјеломично одобрава мјере подузете против Јевреја, који су у нашој земљи највећи заштитници злочина (мисли на абортус) и најчешћи извршиоци истих.“
15. мај. Усташе, Нијемци и Италијани учествују у операцији Шварц. Врхунац је Битка на Сутјесци. Партизанске јединице трпе тешке губитке.

21. мај. Усташе муче и убијају 300 Срба из села Манђелос. 300 других је послато у Јасеновац.

10. јун. Врховни Штаб партизанске војске излази из окружења код Балиновца.

8. септембар. Капитулација Италије. Партизани привремено окупирају Сплит и заробљавају огромну количину оружја прије повлачења. Усташе и Нијемци тада окупирају далматинску обалу.

Касни септембар. Партизани евакуирају неколико стотина Јевреја и Срба са острва Раб, гдје су били под италијанском заштитом. Неки се придружују партизанима.

## 1944. година
Прољеће. Хиљаде припадника Хрватског Домобранства („домобрана“) и усташа, напуштају јединице или прелазе у партизане. „НДХ“ има контролу једино над већим градовима.

22. април. „Балканско ратно ваздухопловство“ састављено од РАФ-а и УСАФ-а у Италији напада Загреб. Степинац осуђује бомбардовање као „ударац у живо тијело хрватског народа.“
Јул. Логор Сајмиште у Земуну је напуштен од усташа, које су га преузеле од Нијемаца у мају 1944. У току рата је убијено око 47.000 затвореника или послато на стријељање у Јајинце. 
Већина жртава логора су били Срби, око 9000 Јевреји, и неутврђен број Роми. Укупно је 200.000 људи прошло кроз логор.
28. јул. Остаци моторизоване 14. СС пука 7. СС дивизије „Принц Еуген“ и 21. СС дивизије „Скендербег“, након неуспеха операције Драуфгенгер, да се пробију ка Србији, у селу Велика (Плав) и Горња Ржаница врше покољ, преко 600 цивила, углавном деце, жена и стараца.
26. август. Њемачка група армија Е почиње повлачење са Балкана.
5. октобар. Бањички логор у Београду је распуштен. У току рата је прошло кроз њега 250.000 заточеника, а убијено је око 30.000.
20. октобар. Црвена армија, партизани и грађани Београда ослобађају град. Усташе и Нијемци потом образују Сремски фронт.
Јесен 1944.Усташе су у јесен 1944. године су заробиле и одвеле у логор Јасеновац 90 мештана села Глушци - Метковић углавном жена и деце који су тамо убијени и никада се из њега нису вратили кућама. Најмлађа жртва имала је једну а најстарија 90 година.

## 1945. година
Рани март. Усташе масакрирају 100 рањених Срба у Книну.

10. март. Неколико вођа припадника ЈВуО из Црне Горе и Србије, повлачећи се испред партизана, је на превару похватано од усташа уз помоћ црногорског сепаратисте Секуле Дрљевића. Усташе масакрирају заробљене четнике до посљедњег. Убијени су тако Павле Ђуришић, Петар Баћовић и Драгиша Васић.

15. март. Павелић тражи од Степинца да преузме вођство „НДХ“. Степинац разматра понуду али не доноси одлуку.

24. март. У писму вјерницима, Степинац категорично негира да је католичка црква учествовала у ратним злочинима у „НДХ“. „То су лажи срачунате да униште људе за које комунисти сматрају да су препрека њиховом програму."

6. април. Партизани заузимају Сарајево.

10. април. Степинац држи велику мису у почаст четврте годишњице „НДХ“.
12. април. Сремски фронт је пробијен, партизани заузимају Вуковар.
22. април. Два покушаја бјекства из логора Јасеновац, који још увек ради под усташком управом. У првом од 600 логораша преживјело је 107. У другом покушају од 176 спасило се само 11.
3. мај. У разорени логор Јасеновац прве су ушле стрељачке чете 1. батаљона 4. српске бригаде 21. народно-ослободилачке ударне дивизије Југословенске армије (НОВЈ). Логор је порушен од усташа неколико дана раније. Државна комисија Југославије утврђује послије рата да је број жртава у логору 500.000—600.000.
По израелском центру Јад Вашем, број жртава у логору Јасеновац је 600.000, од којих 25.000 Јевреја.

8. мај. Њемачка капитулира. Тек након капитулације, партизани улазе у Загреб, напуштен од усташа. Усташе, посредством католичке цркве, одлазе пацовским каналима у Јужну Америку, САД и Аустралију.
13. мај. Прва југословенска армија добија наређење да спријечи бијег усташких вођа и главнине усташке војске. То се завршава неуспјехом и већина усташа бјежи у Аустрију.

15. мај. Завршетак већих ратних операција у Југославији.

Крај маја. Масакр на Кочевском Рогу.

## Број убијених Срба
По подацима југословенске владе прикупљеним послије Другог свјетског рата, укупно је погинуло 1,8 милиона људи свих националности на читавој територији Југославије. По подацима Центра Симон Визентал, усташе су убиле 30.000 Јевреја (75% предратне популације), 29.000 Рома (97%) и 600.000 Срба (33%) само у „НДХ“ (Босни и Херцеговини и Хрватској).